# Vougrey
Vougrey ist eine französische Gemeinde mit 41 Einwohnern (Stand: 1. Januar 2022) im Département Aube in der Region Grand Est (vor 2016 Champagne-Ardenne). Sie gehört zum Arrondissement Troyes und zum Kanton Les Riceys.

## Geographie
Vougrey liegt etwa 29 Kilometer südsüdöstlich von Troyes. Umgeben wird Vougrey von den Nachbargemeinden Lantages im Norden, Süden und Westen, Jully-sur-Sarce im Norden und Osten sowie Villiers-sous-Praslin im Süden.

## Bevölkerungsentwicklung
| Jahr                       | 1962 | 1968 | 1975 | 1982 | 1990 | 1999 | 2006 | 2011 | 2019 |
| Einwohner                  | 46   | 47   | 50   | 41   | 46   | 44   | 52   | 45   | 45   |
| Quellen: Cassini und INSEE |      |      |      |      |      |      |      |      |      |

## Sehenswürdigkeiten
- Kirche L’Assomption-de-la-Vierge aus dem 12. Jahrhundert